# Алі (острів)
Алі́ — дрібний острів в Червоному морі в архіпелазі Дахлак, належить Еритреї, адміністративно відноситься до району Дахлак регіону Семіен-Кей-Бахрі.

## Географія
Розташований за 400 м біля північного берега острова Харат. Має овальну видовжену з північного сходу на південний захід форму. Довжина 110 м, ширина до 45 м. Острів облямований кораловими рифами Харат.